# Maesiella hermanita
Maesiella hermanita é uma espécie de gastrópode do gênero Maesiella, pertencente a família Pseudomelatomidae.